# Restrepia teaguei
Restrepia teaguei är en orkidéart som beskrevs av Carlyle August Luer. Restrepia teaguei ingår i släktet Restrepia och familjen orkidéer. Inga underarter finns listade i Catalogue of Life.